# دوغ ماكي
دوغ ماكي (بالإنجليزية: Doug Mackie)‏ هو لاعب كرة قدم أمريكية أمريكي، ولد في 18 فبراير 1957 في مالدن في الولايات المتحدة.

## وصلات خارجية
- دوغ ماكي على موقع مرجع كرة القدم المحترفة.كوم (الإنجليزية)